# Mariano Domínguez Berrueta
Mariano Domínguez Berrueta (Salamanca, 1871-León, 1956) fue un político y escritor español.

## Biografía
Nació en Salamanca en 1871. El 13 de julio de 1914, Domínguez Berrueta fue uno de los representantes nombrados por la Diputación Provincial de León ante la asamblea de diputaciones que estudiaba la creación de la Mancomunidad Castellana, por la que la diputación leonesa acordó apostar con estas palabras:

1°. La mancomunidad con el mayor número de provincias castellanas, procurando se denomine de Castilla y León: 2°. Que las Juntas generales se celebren cada año en una de las provincias mancomunadas: 3°. Que la Comisión o Consejo permanente tengan representación en él las provincias de mayor número de habitantes, y 4°. Nombrar representantes de esta Diputación a los Sres. Argüello, Gullón, Domínguez Berrueta y Presidente.

Colaborador de Revista Castellana, revista dirigida por Narciso Alonso Cortés. Falleció en León.
Tiene dedicada una céntrica calle en el Barrio Húmedo leonés. Fue hermano de Juan Domínguez Berrueta, filósofo católico-quietista y cronista de Salamanca.

## Obras
- 1908 - Valdejimena: cuento novelesco de gentes y costumbres.
- 1934 - En el camino de peregrinos a Compostela: Passo honroso.
- 1936 - La peregrina y extraña moral de Don Quijote.
- 1944 - El gran duque de Alba (don Fernando Alvarez de Toledo).
- 1945 - Discurso y conferencia pronunciados por D. Francisco Roa de la Vega y D. Mariano Domínguez Berrueta en la exposición del pintor Demetrio Monteserin en el Palacio de los Guzmanes de León (1945).
- 1951 - La Catedral de León.
- 1952 - Regiones naturales y comarcas de la provincia de León.
- 1952 - Fray Luis de León.
- 1971 - Del cancionero leonés.
- 1972 - Guía del Caminante en la ciudad de León.
- 1979 - Castillos de la provincia de León.